# Al-Itihaad al-Islamiya
Al-Ittihad al-Islami (em árabe: الاتحاد الإسلامية, AIAI, União Islâmica) é um grupo armado islamista wahhabita que surgiu na Somália no início da década de 1980. Ativo durante a Guerra Civil Somali, estabeleceu-se gradualmente em todo o país. Sua proximidade com a al-Qaeda atrai a atenção da comunidade internacional após os atentados de 11 de setembro de 2001. O grupo foi colocado em 7 de abril de 2011 na lista da ONU de organizações próximas à al Qaeda, uma lista estabelecida no quadro da Resolução 1267 de 1999, destinada a combater o terrorismo.  Foi considerada uma organização terrorista pelos Estados Unidos, Reino Unido e Nova Zelândia. 